# Willem van Loon
Willem van Loon (Arnhem, Gelderland, 15 d'agost de 1891 – Arnhem, 29 de novembre de 1975) va ser un esportista neerlandès que va competir a començaments del segle xx. Especialista en el joc d'estirar la corda, guanyà la medalla de plata als Jocs Olímpics de 1920 a Anvers. Era germà del també esportista Antonius van Loon.